# Hermann Knaus

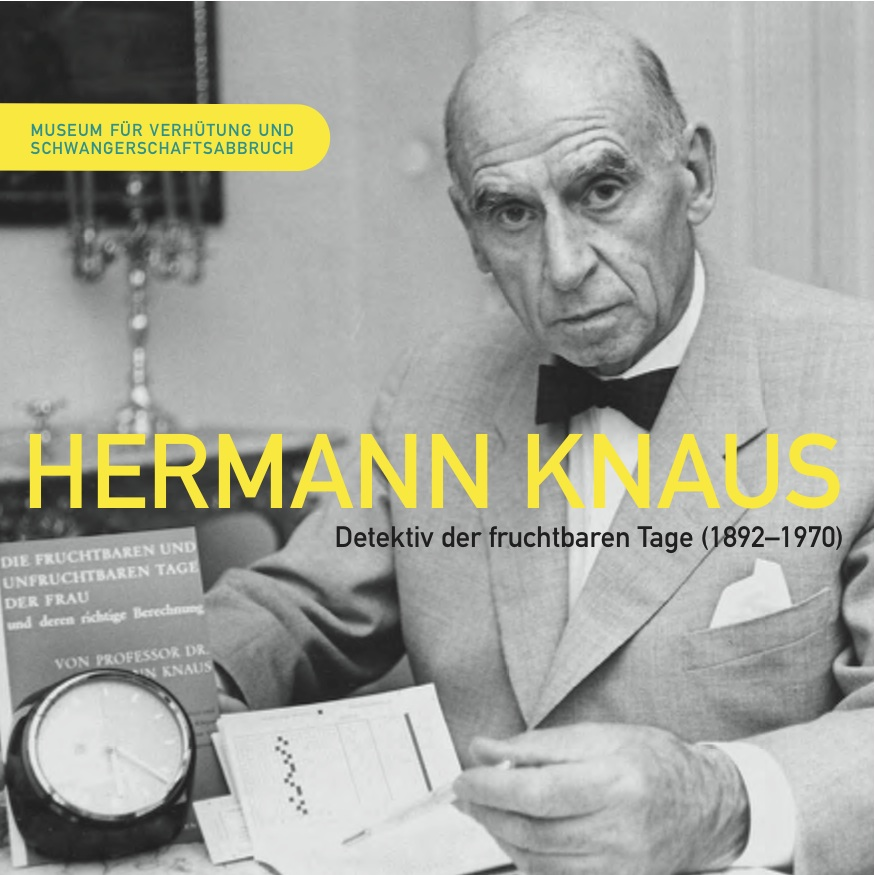
Hermann Knaus

Hermann Hubert Knaus (n. 19 octombrie 1892 la Sankt Veit an der Glan - d. 22 august 1970 la Viena) a fost un chirurg și ginecolog austriac.
Este cunoscut pentru faptul că a dezvoltat teoria medicului japonez Ogino Kyūsaku privind perioada fertilă din cadrul ciclului menstrual, pe baza căreia a fost elaborată una din metodele de contracepție numită metoda Ogino-Knaus (sau metoda calendarului).
În timpul Primului Război Mondial, a participat pe fronturile din Galiția și din Tirolul de Sud.
În 1920 își încheie studiile în medicină la Graz, pe care le începuse în perioada de dinaintea războiului.
Începând cu octombrie 1924 este bursier al Fundației Rockefeller în cadrul Insitutului de Farmacologie al Universității din Londra.
În 1926 revine la Graz și obține diploma în obstetrică-ginecologie.
Devine profesor la Universitatea din Graz, apoi la Universitatea Germană din Praga, unde deține funcția de decan în perioada 1939 - 1941.
Intră în mișcarea nazistă, intrând în 1939 în partidul NSDAP.
După cel de-al Doilea Război Mondial, este ginecolog la Graz, iar în perioada 1950 - 1960 conduce secția de ginecologie a spitalului Lainz din Viena.
În 1936 este propus candidat la Premiul Nobel pentru Medicină, motivul pentru care i s-a respins distinsa medalie constând în faptul că în acea perioadă ginecologia era considerată un domeniu minor al medicinei.